# Simona Amânar
Simona Amânar (Constanţa, Romania - 7 d'octubre de 1979) és una gimnasta artística romanesa, ja retirada, guanyadora de set medalles olímpiques.

## Biografia
Va néixer el 7 d'octubre de 1979 a la ciutat de Constanţa, població situada en aquells moments a la República Popular de Romania i que avui dia forma part de Romania.

## Carrera esportiva
Va iniciar la pràctica de la gimnàstica artística als quatre anys, i va debutar amb la selecció romanesa l'any 1994, aconseguint aquell mateix l'or per equips en el Campionat del Món de gimnàstica artística i el Campionat d'Europa de l'especialitat.
El 1995 començà a destacar a nivell individual, aconseguint la medalla d'or en la prova mundialista de salt sobre cavall, compartit amb Lilia Podkopayeva, el seu millor aparell.
Va participar, als 16 anys, en els Jocs Olímpics d'Estiu de 1996 realitzats a Atlanta (Estats Units). En aquests Jocs aconseguí guanyar la medalla de bronze en la prova femenina per equips, una decepció, ja que Romania era la vigent campiona europea i mundial, i a més Amanâr fou la quarta romanesa classificada. Aquesta posició li impedia participar en la prova individual, ja que la competició olímpica només permet el concurs de tres gimnastes per país, però l'entrenador Octavian Belu va decidir que Amanâr ocupés el lloc d'Alexandra Marinescu. Finalment Amanâr aconseguí guanyar una nova medalla de bronze, juntament amb la seva companya Lavinia Milosovici, mentre la plata era per la també romanesa Gina Gogean i l'or per la ucraïnesa Lilia Podkopayeva. En les finals per aparells Amanâr feu valer la seva tècnica, aconseguint guanyar la medalla d'or en la prova de salt sobre cavall i la medalla de plata en la prova d'exercici de terra, a més de finalitzar cinquena en a la prova de barres asimètriques.
En el Campionat del Món de 1997 Romania tornà a guanyar la prova per equips, però novament fou la quarta millor gimnasta rumanesa. Novament l'entrenador va decidir que tornés a substituir Marinescu, aconseguint Amanâr la medalla de plata, just per darrere de Svetlana Khorkina. En aquesta mateixa competició aconseguí guanyar el títol mundial de salt sobre cavall. Guanyadora de cinc medalles en el Campionat d'Europa del mateix any, fou segona en la competició individual novament darrere Khorkina, si bé no pogué revalidar el seu títol continental de salt sobre cavall.
En el Campionat del Món de 1999 aconseguí guanyar novament el títol mundial per equips, però en la competició individual caigué en la prova de la barra d'equilibris, perdent tota opció al títol. Així mateix no pogué aconseguí un nou títol en salt de cavall, on fou plata, el mateix metall que en la prova d'exercici de terra.
En els Jocs Olímpics d'Estiu de 2000 realitzats a Sydney (Austràlia) aconseguí guanyar el títol olímpic en la prova per equips, la segona vegada que Romania aquest fet (el primer fou en els Jocs Olímpics d'estiu de 1984, on l'equip soviètic no participà). En la prova individual esclatà la polèmica en observar-se, en la tercera rotació, que el cavall estava massa baix per a les gimnastes, motiu pel qual l'organització decidí permetre a les gimnastes que ja havien fet el salt tornar a repetir-lo. La romanesa Andrea Raducan, que ja havia fet el salt, renuncià a fer-ho i posteriorment feu una excel·lent competició, aconseguint així la medalla d'or, Amanâr la medalla de plata i Maria Olaru la medalla de bronze, un ple per a Romania. Posteriorment, però, li fou retirada la medalla a Raducan en donar positiu per consum de "Nurofen", sent atorgada la medalla d'or a Amanâbar. En les finals per aparells aconseguí guanyar la medalla de bronze en la prova d'exercici de terra, si bé únicament fou sisena en la prova de salt sobre cavall.
A finals de l'any 2000, als 21 anys, es retirà de la competició activa. El 2007 fou inclosa a l'International Gymnastics Hall of Fame.